# Roberto Sessa
Roberto Sessa (Milano, 5 febbraio 1959) è un produttore cinematografico e produttore televisivo italiano.

## Biografia
Nato e cresciuto a Milano, studia al Liceo classico Giovanni Berchet e si laurea in legge presso l'Università degli Studi di Milano.
Nel 1988 fonda le società di produzione televisive Aran S.r.l. e Mastrofilm S.r.l. delle quali diventa azionista e amministratore delegato. Nel 1999 vende il 100% delle quote di Mastrofilm S.r.l. a Pearson PLC (che diverrà più tardi Fremantle/R.T.L. Group), e diventa CEO della società inglese in Italia. Nel 2009 lascia Fremantle e fonda Picomedia attiva nella produzione di film e serie tv. Nel 2020, cede al Gruppo Asacha il 75% delle quote di Picomedia, rimanendo CEO in Italia ed entrando nel board di Asacha. Nel 2024, Asacha viene acquisita dal gruppo Fremantle che oggi è il socio di maggioranza di Picomedia.

## Filmografia

### Cinema
- Venuto al mondo, regia di Sergio Castellitto (2011)
- L'oro di Scampia, regia di Marco Pontecorvo (2013)
- Loro chi?, regia di Fabio Bonifacci e Francesco Miccichè (2015)
- Moglie e marito, regia di Simone Godano (2016)
- La musica del silenzio, regia di Michael Radford (2016)
- Il testimone invisibile, regia di Stefano Mordini (2018)
- L'agenzia dei bugiardi, regia di Volfango De Biasi (2018)
- Croce e delizia, regia di Simone Godano (2018)
- È per il tuo bene, regia di Rolando Ravello (2019)
- Lasciami andare, regia di Stefano Mordini (2020)
- Nowhere Special - Una storia d'amore, regia di Uberto Pasolini (2020)
- La scuola cattolica, regia di Stefano Mordini (2021)
- Trafficante di virus, regia di Costanza Quatriglio (2021)
- Il mammone, regia di Giovanni Bognetti (2022)
- Nostalgia, regia di Mario Martone (2022)
- Caracas, regia di Marco D'Amore (2023)
- Svaniti nella notte, regia di Renato de Maria (2024)
- Una terapia di gruppo, regia di Paolo Costella (2024)
- Itaca - Il ritorno (The Return), regia di Uberto Pasolini (2024)

### Televisione
- Teste di gomma - serie TV (1987-1988)
- Come una mamma, regia di Vittorio Sindoni - miniserie TV (1991)
- In fuga per la vita, regia di Gianfranco Albano - miniserie TV (1992)
- Un inviato molto speciale, regia di Vincenzo De Sisti - serie TV (1992)
- La voce del cuore, regia di Lodovico Gasparini - miniserie TV (1995)
- Morte di una strega, regia di Cinzia TH Torrini - miniserie TV (1996)
- Cascina Vianello, regia di Gianfrancesco Lazotti - serie TV (1997)
- La squadra - serie TV (1999-2007)
- Io e la mamma, regia di Fosco Gasperi - serie TV (1996-1998)
- La forza dell'amore, regia di Vincenzo Verdecchi - miniserie TV (1998)
- Leo e Beo, regia di Rossella Izzo - miniserie TV (1998)
- Costanza, regia di Gianluigi Calderone - miniserie TV (1998)
- Finalmente soli, regia di Fosco Gasperi e Francesco Vicario - serie TV (1998-2004)
- Casa Vianello, regia di Fosco Gasperi, Francesco Vicario e Maurizio Simonetti - serie TV (1998-2007)
- Finché c'è ditta c'è speranza, regia di Bruno Nappi, Stefano Bambini e Maurizio Simonetti - serie TV (1999-2002)
- Un posto al sole - soap opera (1999-2009)
- Morte di una ragazza perbene, regia di Luigi Perelli - film TV (1999)
- Il mistero del cortile, regia di Paolo Poeti - film TV (1999)
- Un colpo al cuore, regia di Alessandro Benvenuti - film TV (2000)
- Tequila & Bonetti, regia di Bruno Nappi - serie TV (2000)
- Valeria medico legale, regia di Gianfrancesco Lazotti ed Elvio Porta (2000-2001)
- Non ho l'età, regia di Giulio Base - film TV (2001)
- Non ho l'età 2, regia di Giulio Base - film TV (2002)
- Tutto in quella notte, regia di Massimo Spano - film TV (2002)
- Cuori rubati - soap opera (2002-2003)
- Gli insoliti ignoti, regia di Antonello Grimaldi - film TV (2002)
- Ladri ma non troppo, regia di Antonello Grimaldi - film TV (2003)
- Il segreto di Thomas, regia di Giacomo Battiato - miniserie TV (2003)
- Il mammo, regia di Maurizio Simonetti - serie TV (2004-2007)
- Belli dentro, regia di Chiara Toschi, Gianluca Fumagalli e Maurizio Simonetti - serie TV (2004-2006)
- Quelli dell'intervallo - serie TV (2004-2009)
- Diritto di difesa, regia di Gianfrancesco Lazotti - serie TV (2004)
- Maigret, regia di Renato De Maria - miniserie TV (2004)
- E poi c'è Filippo, regia di Maurizio Ponzi - miniserie TV (2006)
- Un posto al sole d'estate - soap opera (2006-2009)
- Yo soy Bea - soap opera (2006-2009)
- Andata e ritorno, regia di Daniela Borsese e Paolo Massari - serie TV (2007)
- Medicina generale, regia di Renato De Maria, Luca Ribuoli e Francesco Micciché - serie TV (2007-2008)
- Liberi di giocare, regia di Francesco Micciché - miniserie TV (2007)
- Fiore e Tinelli, regia di Paolo Massari - serie TV (2007-2009)
- 'O professore, regia di Maurizio Zaccaro - miniserie TV (2007)
- Finalmente Natale, regia di Rossella Izzo - film TV (2007)
- Sin tetas no hay paraiso - telenovela (2007-2009)
- La nuova squadra - serie TV (2008-2009)
- Scusate il disturbo, regia di Luca Manfredi - miniserie TV (2008)
- Crociera Vianello, regia di Maurizio Simonetti - film TV (2008)
- Finalmente a casa, regia di Gianfrancesco Lazotti - film TV (2008)
- Finalmente una favola, regia di Gianfrancesco Lazotti - film TV (2008)
- Chiamatemi Giò, regia di Daniele Borsese - serie TV (2009-2010)
- Le due facce dell'amore, regia di Maurizio Simonetti e Monica Vullo - serie TV (2009-2010)
- Tutti i padri di Maria, regia di Luca Manfredi - film TV (2009-2010)
- L'angelo di Sarajevo, regia di Enzo Monteleone - miniserie TV (2014)
- Tutti insieme all'improvviso, regia di Francesco Pavolini - serie TV (2015)
- Io non mi arrendo, regia di Enzo Monteleone - miniserie TV (2015)
- I fantasmi di Portopalo, regia di Alessandro Angelini - serie TV (2016)
- La vita promessa, regia di Ricky Tognazzi - serie TV (2018-2020)
- La dottoressa Giò, regia di Antonello Grimaldi - serie TV (2018)
- Il mondo sulle spalle, regia di Nicola Campiotti - film TV (2018)
- Mare fuori, regia di Carmine Elia, Ivan Silvestrini, Milena Cocozza e Ludovico Di Martino - serie TV (2020-in corso)
- Gli orologi del diavolo, regia di Alessandro Angelini - serie TV (2020)
- Natale in casa Cupiello, regia di Edoardo De Angelis - film TV (2020)
- La bambina che non voleva cantare, regia di Costanza Quatriglio - film TV (2021)
- Non ti pago, regia di Edoardo De Angelis - film TV (2021)
- Sabato, domenica e lunedì, regia di Edoardo De Angelis - film TV (2021)
- Filumena Marturano, regia di Francesco Amato - film TV (2022)
- Tutto chiede salvezza, regia di Francesco Bruni - serie TV (2022-2024)
- Napoli Milionaria!, regia di Luca Miniero - film TV (2023)
- La Storia, regia di Francesca Archibugi - serie TV (2024)
- Questi fantasmi!, regia di Alessandro Gassmann – film TV (2024)
- Adorazione, regia di Stefano Mordini - serie TV (2024)

### Webserie
- Mare fuori #confessioni (2022-2025)

## Programmi televisivi
- Distraction (2007-2008)
- Buona la prima! (2007-2009-2017)
- X Factor (2008-2009)
- Sei più bravo di un ragazzino di 5ª? (2008-2009)
- La più bella della classe (2009)
- Grazie al cielo sei qui (2009)
- Se stasera sono qui (2012)
- Improvviserai (2019-2020)